# Onciale 099
L'Onciale 099 (numerazione Gregory-Aland; "ε 47" nella numerazione Soden), è un codice manoscritto onciale del Nuovo Testamento, in lingua greca, datato paleograficamente al VII secolo.

## Descrizione
Il codice è composto da uno spesso foglio di pergamena di 222 per 160 mm, contenenti brani il testo del Vangelo secondo Marco  (16,6-8.9-18). Il testo è su due colonne per pagina e 32 linee per colonna.
Contiene due finali del Vangelo secondo Marco (come nei codici L, Ψ, 0112, 274mg, 579, ℓ 1602).

### Critica testuale
Il testo del codice è rappresentativo del tipo testuale alessandrino. Kurt Aland lo ha collocato nella Categoria III.

## Storia
Il codice è conservato alla Biblioteca nazionale di Francia (Copt. 129,8) a Parigi.